# Rational Choice (Wahlforschung)
Der Rational-Choice-Ansatz der Wahlverhaltensforschung ist ein Modell zur Erklärung des Wählerverhaltens. Daneben existieren in der Wahlforschung sozialstrukturelle und sozialpsychologische Ansätze.
Der Rational-Choice-Ansatz geht von einer rationalen Entscheidung des Wählers aus. Als rational gilt eine Wahlentscheidung dann, wenn sich der Wähler von ihr angesichts der von ihm wahrgenommenen gegebenen Umstände und im Lichte seiner eigenen Präferenzen die bestmöglichen erreichbaren Folgen erwartet.
Bekanntester Vertreter dieses Ansatzes ist Anthony Downs mit seiner 1957 veröffentlichten ökonomischen Theorie der Demokratie (original: An Economic Theory of Democracy). Downs zufolge verfolgt der rationale Wähler nur seine eigenen Interessen (Eigennutz-Axiom).
Damit der Wähler entscheiden kann, von welchen Kandidaten bzw. von welcher Partei er den größten Nutzen (bzw. den geringsten Schaden) erwarten kann, braucht er möglichst vollständige Informationen über die zur Wahl stehenden Kandidaten bzw. Parteien, über deren Handeln in der Vergangenheit und mögliches Verhalten in der Zukunft (retrospektives bzw. prospektives Wählen). Um an diese Informationen zu kommen, müsste der Wähler allerdings einen erheblichen Aufwand betreiben. Diesen als Informationskosten bezeichneten Aufwand wird der rationale Wähler jedoch nur auf sich nehmen, wenn der erwartete Nutzen größer als der Aufwand ist. Daher wird sich der rationale Wähler oft mit unvollständigen Informationen begnügen, seine Wahlentscheidung also unter einer gewissen Ungewissheit treffen.
Eine Möglichkeit, diese Ungewissheit zu begrenzen, ist es, einen Teil der Informationskosten auf andere abzuwälzen, d. h. durch die Medien, Interessengruppen oder Parteien aufbereitete Informationen zu nutzen.
Neben den Informationskosten und dem Aufwand für die Wahlentscheidung selbst fallen, wie bei jeder anderen Handlung auch, Opportunitätskosten für den Akt der Stimmabgabe an, d. h. entgangener Nutzen aus möglichen anderen Handlungen, die anstelle des Wählens hätten unternommen werden können (wer wählt, kann z. B. am Wahltag nicht verreisen).

## Wahlparadox
Ein Problem dieser Überlegungen ist allerdings, dass sie nicht berücksichtigen, dass ein einzelner Wähler den Wahlausgang so gut wie nie entscheidet. Wähler haben folglich gar keinen Grund, mit ihrer Stimmabgabe eine bestimmte Handlungsfolge in Verbindung zu bringen. Welche Partei, welche Kandidaten die Wahl gewinnen, hängt von ihrer einzelnen Stimme nicht ab. Also ist es für Wähler auch nicht rational (im oben erläuterten Sinn), sich an der Wahl zu beteiligen: Da die eigene Stimme mit sehr hoher Wahrscheinlichkeit nicht entscheidend für den Wahlausgang ist, kann der Einzelne der Wahl folgenlos fernbleiben und erspart sich damit den mit der Wahl verbundenen Aufwand, ohne auf irgendeinen möglichen Nutzen verzichten zu müssen. Diese Überlegung ist unter dem Stichwort „Wahlparadox“ in die Fachliteratur eingegangen; von einem Paradox kann insofern die Rede sein, als der Erfolg demokratischer Wahlen im Sinne des Zustandekommens einer Mehrheitsentscheidung demnach von der Irrationalität der Bürger abzuhängen scheint.
William Riker und Peter Ordeshook haben zur Verdeutlichung des Wahlparadoxes die folgende Gleichung (beispielhaft für eine Wahl zwischen zwei Parteien) aufgestellt:
{\displaystyle R=p\cdot B-C} mit
{\displaystyle R:} reward (der Nutzen aus der Wahlteilnahme),

{\displaystyle p:} probability (die Wahrscheinlichkeit, dass die eigene Stimme die Wahl entscheidet),

{\displaystyle B:} benefit (die Nutzendifferenz zwischen einem Sieg der bevorzugten und der konkurrierenden Partei),

{\displaystyle C:} costs (die Kosten des Wählens: Informationskosten, Zeitaufwand etc.).
Gibt es, wie bei Bundestagswahlen, sehr viele Wahlberechtigte, so tendiert {\displaystyle p\cdot B} gegen {\displaystyle 0}. Auch wenn die Kosten der Wahlteilnahme gering sind, übersteigen sie damit den Nutzen. Folglich ist {\displaystyle R<0} und mithin die Wahlteilnahme irrational.
Auch Downs war sich dieses Problems bewusst und postulierte deswegen einen vom konkreten Wahlausgang unabhängigen langfristigen Nutzen des Wählens: die Aufrechterhaltung eines demokratischen Systems. Da die Aufrechterhaltung eines demokratischen Systems aber nicht von der Wahlbeteiligung eines einzelnen Wählers abhängt, ist das Problem damit nicht gelöst. Die Folgenlosigkeit der Wahlentscheidung eines einzelnen Wählers macht die Verwendung eines instrumentell rationalen Wählermodells von vornherein unplausibel, ganz unabhängig davon, welche potentiellen Folgen man in den Blick nimmt. Downs selbst weicht deswegen auch, ohne es ausdrücklich einzugestehen, letztlich von diesem Modell ab, wenn er argumentiert, dass die Wähler es als eine Pflicht demokratischer Bürger ansehen, durch ihre Wahlbeteiligung das demokratische System zu stützen.

## Wahlbeteiligungsnorm
Andere Autoren haben auf andere Weise versucht, das Problem zu lösen. Da es sich bei der Aufrechterhaltung der Demokratie um ein Kollektivgut handelt, von dessen Nutzen auch Nichtwähler nicht ausgeschlossen werden können, bedarf es ihrer Meinung nach noch eines weiteren Anreizes in Form individuell spürbarer unmittelbarer Folgen, um die Entscheidung für den Wahlgang rational zu machen. James S. Coleman sieht diesen in einer sozialen „Wahlbeteiligungsnorm“, d. h. der gegenseitigen Erwartung von Wahlberechtigten, dass sie an der Wahl teilnehmen. Da der einzelne (Nicht-)Wähler bei Nichtbefolgung der Wahlbeteiligungsnorm mit Vorwürfen und Missfallensbekundungen zu rechnen habe und sich rechtfertigen müsse, stiegen für ihn die Kosten des Nichtwählens über die des Wählens.
Die Wahlbeteiligungsnorm ist prinzipiell geeignet, eine hohe Wahlbeteiligung zu erklären; die Entscheidung für eine bestimmte Stimmabgabe dagegen erklärt sie nicht.
Es ist darüber hinaus umstritten, ob die Anerkennung der Existenz sozialer Normen ihrerseits nicht gegen die Annahmen des Rational-Choice-Ansatzes verstößt.

## Konzept des expressiven Wählens
Geoffrey Brennan und Loren Lomasky schlagen daher das Konzept des expressiven Wählens vor. Demnach muss ein Handlungsnutzen nicht immer ein instrumenteller (folgenbezogener), sondern kann auch ein expressiver sein, der durch das Ausdrücken einer persönlichen Präferenz zustande kommt – ähnlich den Anfeuerungsrufen bei einer Sportveranstaltung. Expressiver Nutzen wird bereits durch eine expressive Handlung selbst realisiert, unabhängig davon, ob auch ein instrumenteller Nutzen eintritt. Dieser Ansatz überwindet das Wahlparadox, weil ein substantieller Erwartungswert für den Wahlerfolg der präferierten Partei nicht notwendig ist, um aus dem Wahlakt einen Nutzen zu ziehen. Laut Brennan und Lomasky kann der expressive Nutzen sogar bei einem Wahlakt auftreten, der gegen die eigenen (z. B. ökonomischen) Interessen gerichtet ist. Die Wahl von Protestparteien lässt sich im Übrigen nicht nur durch die expressive Komponente erklären, sondern hat auch im engeren Sinne rationalen Charakter, da sie die etablierten Parteien zu einer Kursänderung bewegen kann.